# Guns N' Roses
Guns N' Roses er et amerikansk hardrock-band der blev dannet i 1985 i Los Angeles. Da bandet fik pladekontrakt i 1986 med Geffen Records bestod bandet af sanger Axl Rose, lead-guitarist Slash, guitarist Izzy Stradlin, bassist Duff McKagan og trommeslager Steven Adler. Den nuværende besætning er Rose, Slash, McKagan, guitarist Richard Fortus, trommeslager Isaac Carpenter og keybordspillerne Dizzy Reed og Melissa Reese.
Guns N' Roses' debutalbum, Appetite for Destruction (1987), nåede nr. 1 på Billboard 200 i USA året efter udgivelsen. Albummet indeholdt top 10-singlerne "Welcome to the Jungle", "Paradise City" og "Sweet Child o' Mine", sidstnævnte den eneste single, bandet har haft som nr. 1 på singlehitlisten Billboard Hot 100. Det næste studiealbum G N' R Lies (1988), nåede nr. 2 på Billboard 200 og indeholdt hittet som "Patience". I 1991 udsendtes de to album Use Your Illusion I og Use Your Illusion II indspillet og udsendt samtidig, der gik ind på første og anden pladsen på Billboard 200. Illusion-albummerne indeholdt bl.a. "You Could Be Mine", covers af "Live and Let Die" og "Knockin' on Heaven's Door". Bandet udgav et Cover-album "The Spaghetti Incident?" (1993), hvorefter Slash og McKagan forlod bandet. 
Guns N' Roses udgav deres sjette studiealbum i 2008, Chinese Democracy. Medvirkende på albummet var udover Axl Rose Tommy Stinson, Buckethead, Chris Pitman og flre medlemmer af Nine Inch Nails. Det var det indtil da dyreste rockalbum. På trods af positive anmeldelser levede albummet ikke op til de kommercielle forventninger. Efter en koncertturne, Chinese Democracy Tour, kom Slash og McKagan med i bandet i 2016 på turneen "Not in This Lifetime... Tour", der værede i tre år.
Guns N' Roses er med sin oprindelige besætning og senere medlemmer Reed og Matt Sorum i 2012 optaget i Rock and Roll Hall of Fame.

## Historie

### Stiftelse (1985)
Bandet blev stiftet i Los Angeles, Californien den 6. juni 1985 af Hollywood Rose-medlemmerne Axl Rose (vokal) og Izzy Stradlin (rytmeguitar), samt af L.A. Guns-medlemmerne Tracii Guns (lead guitar), danskeren Ole Beich (bas) og Rob Gardner (trommer). Bandets navn blev skabt som en kombination af de to bandnavne. Kort efter formationen forlod Beich bandet grundet af uenigheder med Rose og blev erstattet af Duff McKagan. På McKagans initiativ blev en turné booket fra Sacramento i Californien til McKagans hjemby Seattle. Da Guns og Gardner i sidste øjeblik bestemte sig for, at de ikke havde lyst til at deltage i touren blev de erstattet af Slash og Steven Adler, som begge tidligere havde spillet sammen med Stradlin og Rose i Hollywood Rose og McKagan i deres eget band Road Crew. Det nye band havde kun tre dage til at øve, før de skulle ud på den såkaldte "Hell Tour". De blev ikke vel modtaget ved deres første koncerter, men i et interview erklærede Slash: "Den Seattle-tur var hvad der virkelig rystede bandet sammen og etablerede den gode kemi."
Bandet fortsatte med at kalde sig Guns N' Roses, selv efter Tracii Guns' afsked, fordi de ikke kunne finde på et navn der lød bedre. Blandt de foreslåede alternative navne var: "Heads of Amazon" og "AIDS" .

### Appetite for DestructionogG N' R Lies(1986–1990)
Guns N' Roses udgav i 1987 deres debutalbum Appetite for Destruction, som umiddelbart efter udgivelsen ikke solgte stort. Først efter et helt års promovering med koncerter overalt i USA var albummet pludselig nr. 1 på Billboards top 100. Albummet er i dag et af de bedst sælgende debutalbum i verden nogensinde. Albummet sparkede Guns N' Roses ind på alle hitlister verden over. Bandet bestod på dette tidspunkt af forsanger Axl Rose (født William Bruce Rose Jr., men opvokset som William Bruce Bailey), leadguitaristen Slash (født Saul Hudson), bassisten Duff Rose McKagan (født Michael McKagan), rytmeguitaristen Izzy Stradlin (født Jeff Isabelle) og trommeslageren Steven Adler, der havde tilnavnet "popcorn" grundet både sin frisure og sin trommestil.
I 1988 udgav bandet albummet G N' R Lies, hvilket var meget kontroversiel på grund af sangen "One In A Million" som omhandler homoseksuelle,AIDS og racisme. Sangen mødte også modstand, fordi Rose i sangen brugte ordene "Nigger" og "Fagget" (Bøsse).
Det er blevet sagt, at Guns N' Roses i denne periode bragte en rebelskhed tilbage i rock'n'roll, som man ikke havde set siden de tidlige Rolling Stones.[kilde mangler]

### Use Your Illusion, turné,"The Spaghetti Incident?"og opbrud (1990–1999)
I 1991 kom opfølgerne til Appetite for Destruction, da bandet udgav to albums på samme dag – Use Your Illusion I og Use Your Illusion II. Pladerne blev begge økonomisk succesfulde og fik god rotation på verdens forskellige musikprogrammer, ikke mindst MTV, såvel som i radioen. 
Bandet fik på dette tidspunkt skiftet lidt ud i besætningen. Trommeslageren Steven Adler var blevet fyret, angiveligt fordi hans narkomisbrug tog overhånd, og blev skiftet ud med Matt Sorum (tidligere trommeslager i The Cult); desuden var bandet blevet udvidet med keyboardspilleren Dizzy Reed. 
Et par måneder før udgivelsen af Use Your Illusion-albummene begyndte bandet på Use Your Illusion-turnéen, der var en af de længste turneer i rockhistorien, hvor bandet havde 192 shows i 27 lande, fra den 24. maj 1991 til den 17. juli 1993. Turneen er blevet meget berygtet, pga. mange optøjer omkring showene, f.eks. begrundet af sen start og hurtig afslutning, fordi Rose følte sig utilpas. Midt på turnéen forlod Stradlin bandet og blev erstattet af Gilby Clarke (tidligere Kill for Thrills). Et eksempel på optøjerne er "St. Louis Riot", der er opkaldt efter et show i 1991, hvor Rose havde set, at en tilskuer stod med et videokamera og filmede showet. Rose prøvede, at få security-mændene til at stoppe filmeren, men de sagde blot, at de ikke kunne gøre noget ved det. Rasende over dette sprang Rose ud imellem tilskuerne og slog filmeren i hovedet. Efter at security-mændene havde trukket Rose op på scenen igen, sagde han til publikum: "Well... Thanks to the lame-ass security, I'm going home." Hvorpå han kylede mikrofonen i gulvet og forlod scenen. Den aften smadrede det skuffede publikum hele salen og alt udstyret. Rose blev sagsøgt og kendt skyldig for skaden.
Bandets femte og sidste album med medlemmerne Slash, McKagan og Sorum var "The Spaghetti Incident?", som var et album udelukkende bestående af coversange. Albummet blev en salgsmæssig skuffelse formentlig pga., at bandet ikke rigtig havde reklameret for albummet med andet end én enkelt musikvideo ("Since I Don't Have You") og nogle få singler, og at bandet ikke havde rigtig havde spillet sangene fra albummet til koncerter (med undtagelse af "Attitude"). Dette var det eneste album Clarke indspillede med Guns N' Roses.
Efter The Spaghetti Incident? forlod næsten alle medlemmer bandet på grund af uenigheder med Rose.  Dog blev Guns N' Roses videreført af Axl Rose, selvom alle de andre medlemmer, med undtagelse af Dizzy Reed, var blev blevet skiftet ud.

### Chinese Democracy, turné og genforening (1999–nu)
Det "nye" Guns N' Roses brugte mange år på at lave deres nye album "Chinese Democracy" færdigt. Det blev forsinket mange gange og blev først udgivet i november 2008. Rolling Stone har kåret pladen som en af de 20 mest undervurderende plader i musikhistorien. Rolling Stone kvitterede med 4 ud af 5 stjerner og kaldte albummet for: Nyskabende, revolutionerende og yderst originalt. 
I slutningen af 2009 ansatte bandet guitaristen DJ Ashba. Det kan vurderes, at Ashbas spillestil er noget af det nærmeste, man kan komme på Slashs, både i lyd og teknik. Mange kritikere mente inden Ashbas indtræden, at bandet ville få svært ved at holde niveauet. 
Guns N' Roses startede deres Chinese Democracy World Tour i 2001-2002 og genoptog den i 2006-2007. Senest er turnéen genopstartet igen i  december 2009. Det nye afsnit af turneen var planlagt til at vare i to år og fik fantastiske anmeldelser; fans verden over jublede og kaldte Ashbas indtræden "They are back!"
I forbindelse med verdensturnéen spillede bandet i Gigantium, Aalborg den 14. juni 2010. Showet fik gode anmeldelser, bl.a. gav magasinet Gaffa det 5 ud af 6 stjerner og konstaterede, at det var "En musikalsk og psykologisk sejr for Axl Rose og co."
Den 4. januar 2016 blev det officielt annonceret, at leadguitaristen Slash og bassisten Duff McKagan er tilbage i bandet, og at bandet har planer om at tage på  genforeningsturné.

## Diskografi
- 1987 Appetite for Destruction
- 1988 G N' R Lies
- 1991 Use Your Illusion I
- 1991 Use Your Illusion II
- 1993 "The Spaghetti Incident?"
- 1999 Live Era '87-'93
- 2008 Chinese Democracy

## Soundtracks
Guns N' Roses har leveret musik til film, bl.a. nummeret "Welcome to the Jungle" til "Dirty Harry og dødspillet", "You Could Be Mine" til "Terminator 2" og "Oh My God" til "End of Days".

## Udvalgte koncerter
- København - Forum (19. august 1991)
- Gentofte - Gentofte Stadion (8. juni 1993) (med Suicidal Tendencies og Blind Melon)
- Roskilde Festival (29. juni 2006)
- Aalborg - Gigantium (14. juni 2010)
- København - Telia Parken (27. juni 2017)
- Odense - Dyrskuepladsen (6. juni 2018)
- København - Copenhell (17. juni 2023)

## Fodnoter
1. ↑  "Guns N' Roses: Gigantium, Aalborg – Anmeldelse – GAFFA.dk". Arkiveret fra originalen 17. juni 2010. Hentet 15. juni 2010.